# Armin Stolper

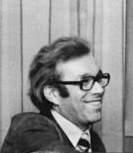
Armin Stolper (1978)

Armin Stolper (* 23. März 1934 in Breslau; † 17. Dezember 2020) war ein deutscher Schriftsteller und Dramaturg.

## Leben und Schaffen
Stolper war der Sohn eines Lokomotivführers und einer Näherin. Nach dem Krieg kam seine Familie nach Quolsdorf. Er legte sein Abitur 1952 in Görlitz ab. Daraufhin begann er an der Universität Jena ein Studium der Philosophie mit dem Nebenfach Germanistik. Dieses brach er jedoch bereits im folgenden Jahr wieder ab, als er im September eine Stelle am Stadttheater Senftenberg erhielt. Dort arbeitete er bis 1959 als Dramaturg und Funktionär. In dieser Zeit entstand auch eine Freundschaft mit Christa und Günter Hoffmann.
Danach war er bis 1976 unter anderem am Maxim-Gorki-Theater und der Volksbühne in Berlin, am Landestheater Halle (Saale) und als Chefdramaturg am Deutschen Theater Berlin tätig. Von da an war er freier Schriftsteller.
Stolper verfasste zahlreiche Bühnenstücke und galt in der DDR als einer der wichtigsten Dramatiker seiner Generation. Sein erster großer Erfolg, das vielfach nachgespielte Stück Zeitgenossen (UA 1969) nach Gabrilowitsch und Raisman, bediente, wenngleich auf hohem Niveau, eine eher politisch-operative, „publizistische“ Funktion des Theaters, wie das der damaligen Konzeption des Hallenser Intendanten Gerhard Wolfram und seines Oberspielleiters Horst Schönemann, mit denen Stolper eng verbunden war, entsprach. In seinen späteren Stücken stellte er sich erfolgreich in die Tradition eines poetischen Volkstheaters, so in der Lausitzer Trilogie (Klara und Der Gänserich, Der Schuster und der Hahn, Die Vogelscheuche oder Die Heimkehr des verlorenen Sohnes). Dazu trug nicht zuletzt auch seine Freundschaft mit dem bedeutenden DDR-Dramatiker Alfred Matusche bei. Stolpers enge Verbundenheit mit seiner Lausitzer Heimat wie auch andererseits mit der russisch-sowjetischen Literatur beeinflusste häufig die Stoffwahl und Intentionalität seiner Stücke und Bücher. Stolper veröffentlichte auch einige Bücher mit Kurzgeschichten und Feuilletons.

## Auszeichnungen
Armin Stolper erhielt mehrere Preise, darunter den Staatspreis Erster Klasse für künstlerisches Volksschaffen 1964 (als Gruppenpreis), die Erich-Weinert-Medaille 1969, den Lessing-Preis der DDR 1970 und den Literaturpreis des FDGB 1972.

## Werke

### Stücke (Auswahl)
- Amphitryon. Komödie mit Vorspiel in 3 Akten. UA 1967 am Landestheater Halle. Regie: Horst Schönemann
- Ruzante. Volkskomödie in 4 Akten. UA 1967 am Landestheater Halle. Regie: Christoph Schroth
- Zeitgenossen. Nach einem Filmszenarium von Gabrilowitsch und Raisman. UA 1969 am Landestheater Halle. Regie: Christoph Schroth
- Himmelfahrt zur Erde. Frei nach Antonows Novelle Der zerrissene Rubel. UA am Landestheater Halle. Regie: Horst Schönemann
- Klara und der Gänserich. Ein nicht durchweg heiteres Stück mit Blasmusik und vielen guten Menschen sowie einem fast optimistischen Schluss. UA 1973 am Landestheater Halle. Regie: Ekkehard Kiesewetter[5]
- Die Vogelscheuche oder Die Heimkehr des verlorenen Sohnes. Letzter Teil der Lausitzer Trilogie, 5 Akte. UA 1981 am Hans Otto Theater in Potsdam. Regie: Reinhard Hellmann und Max K. Hoffmann

UA=Uraufführung

### Bücher (Auswahl)
- Lausitzer Trilogie, Dialog (Buchreihe), Henschel Berlin 1980
- Geschichten aus dem Giebelzimmer, Illustrationen von Dieter Zimmermann, Hinstorff Verlag, Rostock 1983
- Nach Reykjavik und Flachsenfingen, Erlebnisse auf Reisen, Hinstorff Verlag, Rostock 1985, ISBN 3-356-00286-4
- Die Karriere des Seiltänzers, Neun Erzählungen und ein Stück, Hinstorff Verlag, Rostock
- Weißer Flügel schwarzgerändert, Gedichte